# 모자파리
모자파리(페르시아어: مظفری)는 1904년 4월부터 1936년까지 이란 해군에서 운용한 포함이다.
이 배는 1899년 프랑스 낭트의 한 조선소에서 건조되었고, 벨기에 안트베르펀의 항구를 모항으로 하는 벨기에의 상선 셀리카호(Selika)로 사용되었다. 1902년 페르시아 숭고국(카자르 제국)의 모자파르 앗딘 샤가 이 배를 구입하여 왕실 요트로 사용하다가 1904년 페르시아 숭고국 해군이 인수하였다. 해군이 인수한 직후 '모자파리'라는 함명을 부여받았으며, 이 때 무장이 추가되었다. 이 배는 페르시아만 인근에 있는 아부무사섬과 툰브 군도에서 주로 활동하였다.
1914년 제1차 세계 대전이 발발하면서 이 배는 영국 해군에 넘겨지면서, 함명도 '봄베이'로 변경되었다. 이 배는 전쟁이 끝난 1918년까지 독일 해군에 맞서 싸웠다. 이후 영국 해군이 페르시아 숭고국 해군에 이 배를 넘겨주면서 함명도 다시 '모자파리'로 변경되었으며, 팔라비 왕조 때인 1936년에 제적되었다.